# にっぽん木造駅舎の旅
にっぽん木造駅舎の旅（にっぽんもくぞうえきしゃのたび）は、NHK衛星第1テレビジョン(BS1)で放送されていた鉄道番組である。一編5分で一つの木造駅舎を紹介するミニ番組。
2009年3月27日から2009年7月3日にかけて放送された「春編」と2009年10月12日から放送された「秋編」からなる。2010年度は週1回、新作が放送された。2011年3月で終了。

## 放送時間
2009年度
- 毎週月曜日 - 金曜日 15:55 - 16:00（海外向けのNHKワールド・プレミアムでも国内と同時放送される）
- 毎週火曜日 - 土曜日 4:55 - 5:00（再放送）
- このほか、地上デジタル放送のワンセグ2で月曜日 - 金曜日 12:25 - 12:30と火曜日 - 土曜日 0:05 - 0:10にも放送している（BS1より数週遅れ）ほか、日曜日10:57 - 11:22にはデジタル教育テレビサブチャンネル3で5回連続の25分番組で放送された。
- 春編はワンセグ2では2009年7月27日から、BS1では8月10日から再放送された。BS1での放送時間は月曜日 - 金曜日の9:55 - 10:00（大リーグ中継などで休止あり）と15:55 - 16:00。秋編はBS1で12月21日から再放送された。
- BS1での放送開始を前に春編第1週が総合テレビで先行放送された。
- 2009年9月21日以降、4駅分を15分に編集した番組がBS2やBS1で放送されている。2009年12月31日の0:10 - 8:25に、15分版の全25回をBS1で一挙に放送した。

2010年度
- 毎週金曜日 15:20 - 15:25
- 毎週土曜日 21:45 - 21:50（再放送）
- このほか、ワンセグ2で4、5月の月曜日 - 金曜日12:55 - 13:00に、BS1よりも先行して放送した。翌週土曜日0:10 - 0:25に1週間分まとめて再放送。7月以降は同時間帯に2009年度制作分を再放送した。
- 2009年度制作分の5分版が月曜日 - 金曜日の9:45 - 9:50、21:40 - 21:45、火曜日 - 土曜日の4:45 - 4:50、15分版が日曜日の4:30 - 4:45、23:30 - 23:45に再放送されている。NHKワールド・プレミアムでは土曜日の12:40 - 12:45に新作の、月曜日から金曜日の15:50 - 15:55、月曜日から水曜日と土曜日の22:43 - 22:48、金曜日の22:44 - 22:49に2009年度制作分の再放送を行った。
- 2010年8月7日から8月15日にかけて、2010年度制作の40本がBS1で夕方に集中放送された。
- 2011年1月2日の0:00 - 5:50に、15分版の12本が「思い出の鉄路」の24本と合わせて集中放送された。

※ワンセグ2、デジタル教育テレビサブチャンネル3では字幕放送を実施
- 関西地方（NHK大阪放送局）のデジタル総合テレビでは2009年度制作分の5分版を月曜日 - 金曜日の16:50 - 16:55に放送（字幕放送も実施。祝日や大相撲中継・国会中継があるときは休止。アナログ放送は原則として『目指せ!地デジ芸人 ウーイェイ』を放送するため視聴できなかった）。BSでの放送番組の終了後の2011年度も関西地方のデジタル総合テレビでの放送は再放送扱いで行われた（2011年7月のデジタル放送完全統合以降は不定期放送となっていた）。
- 2010年度の法華口駅の回は、BS1での初回放送が本放送も再放送も編成上の都合で中止になり、NHKオンデマンドでのみ配信された。

## 放送内容
日本全国各地に存在する木造駅舎を5分間で紹介する。駅の歴史や駅員・利用者の様子、周辺から見た駅の風景を中心に取り上げている。
15分版は基本的に5分版を短く再編集して繋いでいるが、5分版では見られないシーンも散見される。2009年10月31日を最後に廃止された加賀一の宮駅は、お別れ列車の発車場面が追加されている。
2009年8月15日の22:10 - 23:00と23:10 - 24:00には、『特集にっぽん木造駅舎の旅 ～ふるさとの駅に思いを寄せて～』と題して、大井川鉄道の田野口駅で収録した特別番組が放送された。出演は木佐彩子、矢野直美、六角精児ら。
2009年10月10日の13:00 - 13:50に、「鉄道フェスティバル」の会場から生中継する特別番組『関口知宏 旅を語る』がワンセグ2で放送された（同夜と10月14日にBS1で再放送）。出演は関口知宏と木佐彩子。

## 紹介された駅
本放送では、基本的に九州から北へ向かう順番で紹介されている。以下は初回放送順。
- 2009年度制作（100駅）

九州
門司港駅 - 採銅所駅 - 豊後森駅 - 夜明駅 - 田野駅 - 嘉例川駅 - えびの駅 - 矢岳駅 - 大畑駅 - 松橋駅 - 大村駅 - 早岐駅 - 上有田駅 - 鳥栖駅 - 折尾駅
中国・四国
八幡浜駅 - 土佐山田駅 - 坪尻駅 - 琴平駅 - 善通寺駅 - 西岩国駅 - 四辻駅 - 長谷駅 - 川戸駅 - 備後庄原駅 - 美作滝尾駅 - 美作千代駅 - 出雲横田駅 - 御来屋駅 - 若桜駅
近畿
豊岡駅 - 養父駅 - 竹田駅 (兵庫県) - 松尾寺駅 - 鞍馬駅 - 浜寺公園駅 - 諏訪ノ森駅 - 畝傍駅 - 櫟本駅 - 京終駅 - 高野山駅 - 学文路駅 - 貴志駅 - 鳥居本駅 - 新八日市駅
中部・北陸
能登鹿島駅 - 上堀駅 - 永平寺口駅 - 勝山駅 - 加賀一の宮駅 - 阿漕駅 - 加太駅 - 養老駅 - 美濃赤坂駅 - 布袋駅 - 湯谷温泉駅 - 天竜二俣駅 - 小和田駅
関東・甲信越
三つ峠駅 - 新村駅 - 姨捨駅 - 市振駅 - 津川駅 - 根府川駅 - 山北駅 - 原宿駅 - 高尾駅 - 上総鶴舞駅 - 外川駅 - 那珂湊駅 - 長瀞駅 - 西桐生駅 - 上神梅駅 - 通洞駅 - 日光駅
東北
白河駅 - 芦ノ牧温泉駅 - 長井駅 - 神町駅 - 松島駅 - 気仙沼駅 - 陸前高田駅 - 子吉駅 - 奥中山高原駅 - 能代駅 - 驫木駅 - 津軽新城駅
北海道
大沼公園駅 - 渡島沼尻駅 - 伊達紋別駅 - 銭函駅 - 鹿ノ谷駅 - 幾寅駅 - 上厚内駅 - 糸魚沢駅 - 川湯温泉駅 - 藻琴駅 - 遠軽駅 - 増毛駅 - 抜海駅
- 2010年度制作（40駅）

九州
大隅横川駅 - 真幸駅 - 南熊本駅 - 南島原駅 - 上臼杵駅 - 直方駅
中国・四国
亀嵩駅 - 安部駅 - 美袋駅 - 知和駅 - 下灘駅 - 多度津駅
近畿
法華口駅 - 吉野駅 - 伊賀上野駅 - 坂本駅
　（坂本駅は一身田駅の次の回に放送）
中部・北陸
一身田駅 - 野田城駅 - 郡上八幡駅 - 飛騨小坂駅 - 西岸駅 - 新金谷駅
　（新金谷駅は奈良井駅の次の回に放送）
関東・甲信越
別所温泉駅 - 奈良井駅 - 極楽寺駅 - 御嶽駅 - 横田駅 - 烏山駅 - 大胡駅 - 神戸駅
東北
湯野上温泉駅 - 西大塚駅 - 北高岩駅
北海道
母恋駅 - 登別駅 - 新十津川駅 - 北浜駅 - 下白滝駅 - 藤山駅 - 塩狩駅
- 2009年度制作の15分版（25回）　基本的に5分版の放送順で紹介されているが一部前後する。
  - 門司港駅・採銅所駅・夜明駅・豊後森駅
  - 田野駅・えびの駅・矢岳駅・嘉例川駅
  - 大畑駅・松橋駅・早岐駅・大村駅
  - 上有田駅・鳥栖駅・折尾駅・八幡浜駅
  - 土佐山田駅・坪尻駅・琴平駅・善通寺駅
  - 西岩国駅・四辻駅・川戸駅・長谷駅
  - 備後庄原駅・美作滝尾駅・美作千代駅・出雲横田駅
  - 御来屋駅・豊岡駅・養父駅・若桜駅
  - 竹田駅・松尾寺駅・鞍馬駅・浜寺公園駅
  - 諏訪ノ森駅・櫟本駅・京終駅・畝傍駅
  - 高野山駅・学文路駅・貴志駅・鳥居本駅
  - 新八日市駅・上堀駅・勝山駅・永平寺口駅
  - 能登鹿島駅・阿漕駅・加太駅・加賀一の宮駅
  - 養老駅・美濃赤坂駅・布袋駅・湯谷温泉駅
  - 天竜二俣駅・小和田駅・三つ峠駅・新村駅
  - 姨捨駅・市振駅・津川駅・根府川駅
  - 山北駅・原宿駅・高尾駅・上総鶴舞駅
  - 外川駅・那珂湊駅・長瀞駅・西桐生駅
  - 上神梅駅・通洞駅・白河駅・日光駅　
  - 芦ノ牧温泉駅・長井駅・神町駅・松島駅
  - 気仙沼駅・陸前高田駅・子吉駅・奥中山高原駅
  - 能代駅・驫木駅・津軽新城駅・大沼公園駅
  - 渡島沼尻駅・伊達紋別駅・銭函駅・鹿ノ谷駅
  - 幾寅駅・上厚内駅・糸魚沢駅・川湯温泉駅
  - 藻琴駅・遠軽駅・増毛駅・抜海駅

## テーマ曲
いずれも田中景子（ヴィオラ奏者）&The C-52's作・演奏。
- オープニングテーマ「待合室」
- エンディングテーマ「終着駅」
- 挿入曲「始発駅」